# Списак осталих српских презимена
|  |  |  |  |  |  |  |  |  |  |  |  |  |  |  |  |  |  |  |  |  |  |  |  |  |  |  |  |  |  |

## А
- Абаџија
- Абраш
- Авлијаш
- Аврам
- Агбаба
- Адам
- Ајваз[1]
- Ајдер[1]
- Ајдук
- Ајкало
- Акшам[1]
- Алавања[1]
- Алавук
- Албуљ
- Алуга
- Амбулија
- Андан
- Анђус
- Антељ
- Арбиња
- Арбутина
- Арежина
- Аркула
- Арменко
- Армуш
- Арнаут
- Арса
- Арула
- Арчаба
- Атлија
- Аџија
- Ашкраба
- Ашоња

|  |  |  |  |  |  |  |  |  |  |  |  |  |  |  |  |  |  |  |  |  |  |  |  |  |  |  |  |  |  |

## Б
- Бабаљ
- Бадивук
- Бадњар
- Баждар
- Бајало
- Бајат
- Бајило
- Бајчета
- Бакмаз
- Бакоч
- Бакрач
- Бакула
- Балабан
- Балан
- Балаћ
- Балорда
- Балта
- Балчак
- Баљ
- Баљак
- Бамбураћ
- Банда
- Бандука
- Бандулаја
- Бандуљ
- Банђур
- Баника
- Бањак
- Бањеглав
- Бараћ
- Барбарез
- Барбир
- Барбул
- Барбуљ
- Баредна
- Барзут
- Барјактар
- Барњак
- Барош
- Бартош
- Бартула
- Баруџија
- Басало
- Басара
- Басараба
- Басор
- Басрак
- Баста
- Бастаја
- Бастаћ
- Батаз
- Батак
- Батало
- Батар
- Батас
- Батез
- Батес
- Батина
- Батинар
- Батнога
- Батоз
- Батос
- Батула
- Батуран
- Батута
- Баћан
- Баћина
- Баук
- Бауцало
- Бачко
- Бачкоња
- Бачкуља
- Баџа
- Баџока
- Баша
- Башкало
- Беадер
- Беара
- Беба
- Бевења
- Бегуш
- Беженар
- Бежунар
- Бејат
- Бекан
- Беко
- Бекоња
- Белензада
- Беливук
- Белобаба
- Белобрк
- Бељан
- Бељкаш
- Бендераћ
- Бенцуз
- Бенцун
- Бера
- Берак
- Берар
- Берат
- Бербер
- Берендика
- Берибака
- Берилажа
- Берјан
- Бероња
- Берчек
- Беслаћ
- Беслема
- Бетегало
- Беук
- Бешина
- Бибер
- Бига
- Била
- Билав
- Билак
- Билбија
- Билчар
- Биљетина
- Бирач
- Бисерко
- Бјелан
- Бјеливук
- Бјелобаба
- Бјелобрк
- Бјеловук
- Бјелоглав
- Бјелош
- Бјеља
- Блануша
- Блитва
- Бобар
- Бобот
- Бован
- Богдан
- Богун
- Бодирога
- Бодирожа
- Бодо
- Бодрожа
- Бозало
- Бозета
- Бојат
- Бојбаша
- Бојчета
- Бокан
- Бокун
- Бокур
- Бокшан
- Болозан
- Болта
- Бољак
- Бомештар
- Борак
- Борета
- Борјан
- Борлован
- Боро
- Боровина
- Боровњак
- Борозан
- Бороја
- Боромиса
- Борота
- Бота
- Боца
- Бошкан
- Бошњак
- Брадаш
- Бракус
- Бранкован
- Брат
- Брашован
- Брдан
- Брдар
- Бреберина
- Брезо
- Брека
- Брењо
- Брешо
- Брзак
- Брзован
- Бркан
- Бркља
- Бркљач
- Бркљача
- Брко
- Брмбота
- Брњада
- Брњош
- Броћета
- Броћило
- Брстина
- Брчкало
- Буач
- Буача
- Бубало
- Бубан
- Бубањ
- Бубања
- Бубњар
- Бубоња
- Бубрешко
- Бубуљ
- Бувач
- Бугаџија
- Будаћ
- Будеч
- Будим
- Будимир
- Будимлија
- Будиша
- Будошан
- Буђелан
- Буђен
- Бузаџија
- Буздум
- Бујадњак
- Бујак
- Букара
- Буква
- Букоња
- Букша
- Булаја
- Булат
- Булован
- Булут
- Буљ
- Бумба
- Бундало
- Буњак
- Бура
- Буразер
- Буразор
- Бурани
- Бурза
- Бурзан
- Бурило
- Бурка
- Бурмаз
- Бурмуџија
- Бурсаћ
- Бутулија
- Бућан
- Буха
- Буцало
- Бучалина

|  |  |  |  |  |  |  |  |  |  |  |  |  |  |  |  |  |  |  |  |  |  |  |  |  |  |  |  |  |  |

## В
- Ваван
- Вазура
- Ваљар
- Вапа
- Варага
- Варда
- Вареника
- Варићак
- Варцар
- Везмар
- Велаја
- Велаш
- Велебит
- Велемир
- Велимир
- Вељко
- Вељо
- Вергаш
- Вериш
- Ветеха
- Вечерина
- Викало
- Вила
- Вилус
- Винцилир
- Витас
- Витез
- Витомир
- Витор
- Вицикнез
- Вицо
- Вишекруна
- Вишњичар
- Влачина
- Влачо
- Воденичар
- Водовар
- Водогаз
- Водоплав
- Волаш
- Володор
- Вошкар
- Вракела
- Вранеш
- Врањеш
- Врачар
- Врга
- Врета
- Врећа
- Врећо
- Вржина
- Вркеш
- Вртача
- Вртикапа
- Врцељ
- Вуга
- Вугделија
- Вудраг
- Вујаклија
- Вујаш
- Вујко
- Вукас
- Вукеља
- Вуклиш
- Вукмир
- Вукобрад
- Вукобрат
- Вуковљак
- Вукоје
- Вукоман
- Вукота
- Вукосав
- Вуксан
- Вукша
- Вулета
- Вулеташ
- Вундук
- Вуњак
- Вурдеља
- Вуруна
- Вуцеља
- Вучак
- Вучен
- Вучета
- Вучијак
- Вучо
- Вучур

|  |  |  |  |  |  |  |  |  |  |  |  |  |  |  |  |  |  |  |  |  |  |  |  |  |  |  |  |  |  |

## Г
- Гавран
- Газибара
- Газивода
- Гајдаш
- Гак
- Галијаш
- Галогажа
- Галоња
- Гаљак
- Гамбирожа
- Гарача
- Гаргента
- Гардијан
- Гароња
- Гатало
- Гаћаш
- Гаће
- Гаћеша
- Гаћина
- Гацо
- Гаџа
- Гверо
- Гвозден
- Генго
- Герун
- Гиљача
- Гиљен
- Главан
- Главаш
- Гламочак
- Гламочлија
- Глеђа
- Глогиња
- Глоговац
- Гњато
- Говедар
- Говоруша
- Годеч
- Гојак
- Гојко
- Гојшина
- Голијан
- Голиш
- Голо
- Голуб
- Гороња
- Готовина
- Гочобија
- Грабеж
- Грабунџија
- Гравара
- Градина
- Гранула
- Граоња
- Граор
- Граора
- Грацун
- Грба
- Гргур
- Гребенар
- Гредо
- Грива
- Гријак
- Грломан
- Грмаш
- Грмуша
- Грубан
- Грубач
- Грубиша
- Грубор
- Грујо
- Губеровић
- Гуглета
- Гудало
- Гудељ
- Гудураш
- Гузијан
- Гузина
- Гулан
- Гундељ
- Гуњ
- Гуњак
- Гуска
- Гутаљ
- Гутеша
- Гуцијан
- Гуцул
- Гуцуљ
- Гуцуња
- Гуша

|  |  |  |  |  |  |  |  |  |  |  |  |  |  |  |  |  |  |  |  |  |  |  |  |  |  |  |  |  |  |

## Д
- Даворија
- Далмација
- Данчула
- Данчуо
- Дарда
- Дебељак
- Деветак
- Деврња
- Девура
- Дегенек
- Дедијер
- Делипара
- Демоња
- Денда
- Дерета
- Дерикрава
- Дерикучка
- Дероко
- Деспот
- Деура
- Дивјак
- Дивјакиња
- Дивљак
- Дивљан
- Диздар
- Добраш
- Добре
- Добриша
- Доброта
- Доведан
- Додер
- Додик
- Додош
- Дозет
- Докман
- Долан
- Долаш
- Домазет
- Домошљан
- Домуз
- Дондур
- Допуђ
- Допуђа
- Дошен
- Дошло
- Дошљак
- Драгаш
- Драгељ
- Драгосав
- Драгошан
- Драгумило
- Дражета
- Дракул
- Дракула
- Драча
- Драчина
- Драшко
- Дрвенџија
- Дрезга
- Дреновак
- Дрецун
- Дрињак
- Дрљан
- Дрљача
- Дрманац
- Дробњак
- Дроњак
- Дропо
- Дроца
- Дрпа
- Дрча
- Дубак
- Дубовина
- Дуброја
- Дубрета
- Дувњак
- Дугоња
- Дугошија
- Дујдуп
- Дука
- Дулаћ
- Дуликрава
- Дулкан
- Дунђер
- Дупало
- Дупер
- Дупор
- Дураћ
- Дурбаба
- Дурман
- Дуроња
- Дурсун
- Дутина

|  |  |  |  |  |  |  |  |  |  |  |  |  |  |  |  |  |  |  |  |  |  |  |  |  |  |  |  |  |  |

## Ђ
- Ђапа
- Ђапан
- Ђелекар
- Ђелмаш
- Ђенадија
- Ђервида
- Ђерисило
- Ђерман
- Ђилас
- Ђипало
- Ђого
- Ђорда
- Ђордан
- Ђорем
- Ђошан
- Ђуран
- Ђураш
- Ђуричко
- Ђурмез

|  |  |  |  |  |  |  |  |  |  |  |  |  |  |  |  |  |  |  |  |  |  |  |  |  |  |  |  |  |  |

## Е
- Егеља
- Елез
- Елек
- Ерак
- Ербез
- Ердељан
- Еремија
- Ерор
- Ерцег
- Ећим

|  |  |  |  |  |  |  |  |  |  |  |  |  |  |  |  |  |  |  |  |  |  |  |  |  |  |  |  |  |  |

## Ж
- Жакула
- Ждеро
- Ждрал
- Ждрале
- Ждрња
- Жебељан
- Жежељ
- Женар
- Живак
- Живуљ
- Жмико
- Жужа
- Жујко

|  |  |  |  |  |  |  |  |  |  |  |  |  |  |  |  |  |  |  |  |  |  |  |  |  |  |  |  |  |  |

## З
- Завиша
- Завођа
- Заклан
- Залад
- Замаклар
- Зарач
- Заркула
- Затезало
- Звиздало
- Звијер
- Звицер
- Звонар
- Зделар
- Здилар
- Здјелар
- Зејак
- Зекоња
- Зелен
- Зеленбаба
- Зељак
- Зељуг
- Земун
- Зец
- Зечар
- Зивлак
- Зимоња
- Злојутро
- Злокапа
- Злокас
- Злонога
- Злопаша
- Золак
- Зораја
- Зороја
- Зупур
- Зурња

|  |  |  |  |  |  |  |  |  |  |  |  |  |  |  |  |  |  |  |  |  |  |  |  |  |  |  |  |  |  |

## И
- Иваз
- Иванежа
- Иваниш
- Ивеља
- Игленџа
- Извонар
- Икач

|  |  |  |  |  |  |  |  |  |  |  |  |  |  |  |  |  |  |  |  |  |  |  |  |  |  |  |  |  |  |

## Ј
- Јаблан
- Јавор
- Јаворина
- Јамеџија
- Јамина
- Јанус
- Јањуш
- Јапалак
- Јапунџа
- Јарамаз
- Јасика
- Јаслар
- Јауз
- Јахура
- Једнак
- Јеж
- Јејина
- Јелача
- Јеркан
- Јовеш
- Јока
- Јонлија
- Јошило
- Јузбаша
- Јунга

|  |  |  |  |  |  |  |  |  |  |  |  |  |  |  |  |  |  |  |  |  |  |  |  |  |  |  |  |  |  |

## К
- Каблар
- Каваз
- Каваја
- Кавлак
- Кадија
- Кажанегра
- Кајго
- Кајкут
- Кајтез
- Калаба
- Калавер
- Каламанда
- Каламбура
- Калањ
- Калапаћ
- Калат
- Калем
- Калембер
- Калик
- Калпачина
- Камбер
- Каназир
- Кангрга
- Канкараш
- Кантар
- Капа
- Капамаџија
- Капетина
- Капикул
- Каписода
- Капор
- Капуран
- Карабасил
- Карабува
- Карагаћа
- Карадеглија
- Карамата
- Каран
- Карапанџа
- Караћ
- Карбунар
- Каришик
- Карлаш
- Карлеуша
- Карна
- Карталија
- Катана
- Качавенда
- Качаник
- Качар
- Качина
- Кашћелан
- Кеврешан
- Кевџија
- Келебуда
- Келеман
- Келеува
- Келеч
- Кентера
- Кењало
- Кепчија
- Керкез
- Керлета
- Кесар
- Кецман
- Кеча
- Кечан
- Кешељ
- Кијурина
- Килибарда
- Кипераш
- Кисо
- Кладар
- Клакор
- Клаћ
- Клачар
- Клашња
- Клеп
- Клепан
- Клеут
- Климента
- Клиндо
- Клипа
- Клисара
- Клиска
- Клисура
- Клопан
- Кљештан
- Ковач
- Ковачина
- Ковињало
- Ковљен
- Коврлија
- Кожул
- Козлина
- Козодер
- Козомара
- Козомора
- Којо
- Кокар
- Кокеза
- Кокир
- Кокољ
- Кокоруш
- Кокошар
- Колак
- Колар
- Колесар
- Колоња
- Колувија
- Колунија
- Колунџија
- Кољаја
- Комад
- Комадара
- Комадина
- Комазец
- Комар
- Коматина
- Комлен
- Комлушан
- Комљен
- Комосар
- Конатар
- Кончар
- Коњик
- Коњокрад
- Копанлија
- Копања
- Копрена
- Копуз
- Кораћ
- Корда
- Кордулуп
- Коркут
- Корлат
- Корњача
- Королија
- Короман
- Коруга
- Кос
- Косаћ
- Косијер
- Косјер
- Косјерина
- Костреш
- Костур
- Котаран
- Котараш
- Котлаја
- Котлаш
- Котроман
- Котрошан
- Котур
- Коћало
- Коцкар
- Кочабер
- Коџо
- Коџоман
- Кошничар
- Кравар
- Крављача
- Крагуљ
- Крајина
- Крајишник
- Краљ
- Красуља
- Крга
- Креман
- Кресоја
- Крећа
- Крецељ
- Крецуљ
- Кречар
- Крзман
- Кривоглав
- Кривокућа
- Кривошија
- Кричак
- Кричка
- Кришан
- Кркљуш
- Крљар
- Крљаш
- Крмпот
- Крндија
- Крнета
- Крњаја
- Крошњар
- Крсман
- Крудуљ
- Круљ
- Крупеж
- Крупљан
- Крута
- Крушка
- Крушкоња
- Крчмар
- Крчо
- Крчум
- Кршикапа
- Кубат
- Кубура
- Куваља
- Кувеља
- Куга
- Кудра
- Кужет
- Кузман
- Кукаљ
- Кукило
- Кукобат
- Куколеча
- Кукољ
- Кукрика
- Кукричар
- Кулага
- Кулаш
- Кулина
- Кулиџан
- Кулунџија
- Куљача
- Кундачина
- Кундаџија
- Кунтош
- Купрешак
- Купура
- Курбалија
- Курдулија
- Курељ
- Курепа
- Куреш
- Курибак
- Куриџа
- Курјега
- Куробаса
- Куртеш
- Куртума
- Курћела
- Кусало
- Кусмук
- Кустудија
- Кутлача
- Куч
- Кучинар
- Кушевија
- Keљаћ

|  |  |  |  |  |  |  |  |  |  |  |  |  |  |  |  |  |  |  |  |  |  |  |  |  |  |  |  |  |  |

## Л
- Лабало
- Лабан
- Лабус
- Лаврња
- Лагатор
- Лака
- Лакатуш
- Лакета
- Лакобрија
- Лале
- Лалош
- Ламбета
- Лангура
- Ландуп
- Ласован
- Латас
- Лежаја
- Лека
- Леко
- Лелек
- Лемез
- Лепир
- Леро
- Лескур
- Лето
- Лешо
- Ливада
- Ливадар
- Ливаја
- Ливун
- Лиздек
- Ликокур
- Линдо
- Линта
- Липован
- Липовина
- Личина
- Личинар
- Ловре
- Ловрен
- Лозо
- Лојпур
- Ломас
- Ломигора
- Ломпар
- Лончар
- Лончина
- Лопар
- Лопата
- Лопушина
- Лотина
- Лоћика
- Лубарда
- Лубура
- Лугоња
- Лужија
- Лукач
- Лукета
- Лулеџија
- Луња
- Лупшан
- Лучар

|  |  |  |  |  |  |  |  |  |  |  |  |  |  |  |  |  |  |  |  |  |  |  |  |  |  |  |  |  |  |

## Љ
- Љеваја
- Љепава
- Љепоја
- Љесар
- Љешњак
- Љиљак
- Љуба
- Љубас
- Љубенко
- Љубиша
- Љубоја
- Љуботина
- Љуковчан
- Љуна
- Љуштина

|  |  |  |  |  |  |  |  |  |  |  |  |  |  |  |  |  |  |  |  |  |  |  |  |  |  |  |  |  |  |

## М
- Маврак
- Магуд
- Мажибрада
- Мазарак
- Мајдак
- Макера
- Макитан
- Малбаша
- Малеш
- Мали
- Маливук
- Малиџан
- Малиш
- Маљукан
- Мамула
- Мандегања
- Мандрапа
- Мандраш
- Манигода
- Мањак
- Маодуш
- Мараш
- Марган
- Марељ
- Маринко
- Маркез
- Маркоч
- Маркош
- Маркуш
- Мармат
- Мармут
- Марош
- Марошан
- Мартаћ
- Марчета
- Масал
- Маслак
- Маслар
- Маслаћ
- Маслеша
- Масловар
- Масловара
- Масљук
- Масникоса
- Мастикоса
- Мастило
- Матавуљ
- Матаруга
- Матијаш
- Матрак
- Маунага
- Мацавара
- Мацакања
- Мацат
- Мацедољан
- Мацура
- Мацут
- Мачак
- Мачар
- Мачван
- Маџар
- Маџгаљ
- Меанџија
- Медан
- Медар
- Медвед
- Медош
- Међед
- Међо
- Мендебаба
- Меселџија
- Метикош
- Мећава
- Миждало
- Миздрак
- Мијук
- Микан
- Микаћ
- Микача
- Микијељ
- Микља
- Милак
- Милакара
- Миланко
- Милачак
- Милаш
- Милета
- Миливојша
- Милидраг
- Милијаш
- Милисав
- Милиша
- Миловук
- Милош
- Миљуш
- Миодраг
- Мирдиња
- Мирило
- Миросав
- Мирчета
- Мисирача
- Мисита
- Митровчан
- Мичета
- Миџор
- Миш
- Мишан
- Мишина
- Мишљен
- Млађан
- Млађен
- Млинар
- Молдован
- Морача
- Моро
- Моцоња
- Моштрокол
- Мрвош
- Мрдак
- Мрдаљ
- Мрђа
- Мрђен
- Мркаја
- Мркаљ
- Мркела
- Мркобрада
- Мркоња
- Мрљеш
- Мрмак
- Мршуља
- Мугоша
- Мудреша
- Муждало
- Муждека
- Музгоња
- Мумало
- Мунижаба
- Мунитлак
- Мунћан
- Муњас
- Муњиза
- Мурар
- Мустур
- Мутабџија
- Мушкиња

|  |  |  |  |  |  |  |  |  |  |  |  |  |  |  |  |  |  |  |  |  |  |  |  |  |  |  |  |  |  |

## Н
- Надовеза
- Накарада
- Напијало
- Напрта
- Невајда
- Неретљак
- Нећак
- Никач
- Николаш
- Николиш
- Нишлија
- Новак
- Новокмет
- Ного

|  |  |  |  |  |  |  |  |  |  |  |  |  |  |  |  |  |  |  |  |  |  |  |  |  |  |  |  |  |  |

## Њ
- Њагул
- Њего
- Његован
- Његомир
- Његуш

|  |  |  |  |  |  |  |  |  |  |  |  |  |  |  |  |  |  |  |  |  |  |  |  |  |  |  |  |  |  |

## О
- Облучар
- Оборина
- Обућина
- Овука
- Огар
- Окиљ
- Оклобџија
- Окљеша
- Окука
- Олбина
- Ољача
- Омчикус
- Опанчина
- Опачина
- Орељ
- Оро
- Ороз
- Осослија
- Отржан
- Очигрија
- Ошап

|  |  |  |  |  |  |  |  |  |  |  |  |  |  |  |  |  |  |  |  |  |  |  |  |  |  |  |  |  |  |

## П
- Павичар
- Павлежа
- Павлишан
- Пађен
- Паклар
- Палавестра
- Паламар
- Палибрк
- Палија
- Паликућа
- Памучар
- Памучина
- Пандрц
- Пантош
- Пањак
- Папан
- Папоњак
- Паравина
- Паравиња
- Парађина
- Паранос
- Парапид
- Парача
- Параш
- Парента
- Париж
- Паријез
- Партало
- Паскаш
- Паскота
- Паскуљ
- Паспаљ
- Пастир
- Патафта
- Паштар
- Пашћан
- Певуља
- Педало
- Пејак
- Пејдо
- Пекез
- Пекеч
- Пелемиш
- Пена
- Пендо
- Пено
- Пењивраг
- Пераћ
- Пердув
- Пердух
- Перендија
- Переула
- Периз
- Песлаћ
- Петраш
- Пећер
- Пећинар
- Пећо
- Пеуља
- Пеурача
- Пецаљ
- Пецељ
- Пеција
- Пецикоза
- Пешаљ
- Пешикан
- Пешко
- Пешут
- Пивач
- Пиваш
- Пижула
- Пикеља
- Пикула
- Пиља
- Пиљак
- Пиљуга
- Пипер
- Писар
- Пићан
- Пичета
- Пиштало
- Пиштигњат
- Пјевач
- Плавша
- Платиша
- Плејо
- Плетикапа
- Плећаш
- Плотан
- Пљоскар
- Пљуцо
- Побор
- Пова
- Поверата
- Поздер
- Познан
- Појатар
- Појужина
- Полетан
- Половина
- Пологош
- Полуга
- Пољак
- Понош
- Попара
- Попивода
- Поплашен
- Поплишан
- Попратњак
- Попржен
- Посркача
- Поткоњак
- Потпара
- Почек
- Почуча
- Праменко
- Пратљача
- Праштало
- Првуљ
- Пргомеља
- Прело
- Прерад
- Пржуљ
- Прибак
- Прибиш
- Прибојан
- Приљева
- Принцип
- Прича
- Пришуњак
- Прлина
- Прља
- Прњат
- Продан
- Продрибаба
- Проле
- Простран
- Прпа
- Прпош
- Пртењак
- Пртија
- Пртило
- Пртина
- Пршо
- Пуача
- Пувача
- Пудар
- Пуђа
- Пузигаћа
- Пукета
- Пуља
- Пунош
- Пурета
- Пурњага
- Пустахија
- Пустивук
- Пустињак
- Путник
- Пухало
- Пухача
- Пуцар
- Пушара
- Пушка
- Пушкар
- Пушоња

|  |  |  |  |  |  |  |  |  |  |  |  |  |  |  |  |  |  |  |  |  |  |  |  |  |  |  |  |  |  |

## Р
- Рабрен
- Радак
- Радан
- Радача
- Радека
- Радета
- Радеч
- Радивојша
- Радиша
- Радман
- Радмило
- Радованлија
- Радоја
- Радоман
- Радомир
- Радоња
- Радосав
- Радочај
- Радош
- Радујко
- Радука
- Радуљ
- Радумило
- Радун
- Рађен
- Ражокрак
- Рајак
- Ракас
- Ракијаш
- Ракита
- Ракуљ
- Рандељ
- Рапо
- Рауш
- Раца
- Рацо
- Рачета
- Рашета
- Рашо
- Рашула
- Рашуо
- Ребрача
- Регода
- Регоје
- Реља
- Рељан
- Ремета
- Репаја
- Репија
- Рибаћ
- Рикало
- Рилак
- Ритан
- Ркман
- Рмуш
- Рњак
- Роган
- Рогач
- Рогуља
- Рондаш
- Росуљаш
- Роћен
- Рошуљ
- Рубеж
- Рудан
- Рујак
- Рула
- Руљ
- Рундо
- Руњо
- Рупар
- Русмир
- Русован

|  |  |  |  |  |  |  |  |  |  |  |  |  |  |  |  |  |  |  |  |  |  |  |  |  |  |  |  |  |  |

## С
- Саграк
- Сакан
- Сакач
- Саламадија
- Салапура
- Салата
- Самарџија
- Самочета
- Санадер
- Сандо
- Сантрач
- Сарапа
- Сарван
- Саџак
- Свилар
- Свилокос
- Сворцан
- Сврдлан
- Свркота
- Седлар
- Секеруш
- Секула
- Селак
- Семиз
- Сепер
- Сердар
- Серден
- Сикима
- Сикираш
- Симиџија
- Синобад
- Сирар
- Сирета
- Сјеклоћа
- Сјеран
- Скакун
- Скелеџија
- Склендер
- Скокна
- Скоко
- Скопљак
- Скоруп
- Скорупан
- Скочо
- Скробоња
- Скулар
- Скуљан
- Славињак
- Славуј
- Славуљ
- Сладоја
- Сладоје
- Смијуљ
- Смољан
- Смуђа
- Совиљ
- Солар
- Солдо
- Солеша
- Соломун
- Сорак
- Соро
- Спаравало
- Спремо
- Србљан
- Срдан
- Сребро
- Срећо
- Ставњак
- Стамболија
- Стаморан
- Станар
- Станивук
- Станчул
- Станчуљ
- Стапар
- Старијаш
- Старовлах
- Стегњаја
- Стијак
- Стијеља
- Стовраг
- Стокућа
- Стопа
- Страживук[1]
- Страњина
- Стрижак
- Стрика
- Стругар
- Струњаш
- Студен
- Ступар
- Субота
- Сувара
- Судар
- Сукара
- Сукур
- Сулавер
- Сумиња
- Сумрак
- Сунајко
- Сундаћ
- Сурдан
- Сурла
- Сурутка
- Сурчулија
- Сутара
- Суџум
- Суша

|  |  |  |  |  |  |  |  |  |  |  |  |  |  |  |  |  |  |  |  |  |  |  |  |  |  |  |  |  |  |

## Т
- Табаш
- Талијан
- Тамбур
- Таминџија
- Тампоља
- Тањга
- Тараило
- Тарана
- Тарбук
- Тарлаћ
- Татомир
- Тауз
- Таушан
- Тегелтија
- Телебак
- Телента
- Тепша
- Терзија
- Тесар
- Тесла
- Тетек
- Тешан
- Тизмонар
- Тиквеџија
- Тинтор
- Тишма
- Товарложа
- Тодоран
- Тојага
- Толимир
- Толмач
- Томаш
- Томињак
- Топо
- Торлак
- Тороман
- Тохољ
- Травар
- Траживук
- Трамошљика
- Трампа
- Трапара
- Трбо
- Тресач
- Триван
- Тривун
- Тривунџа
- Трикош
- Трипо
- Тркља
- Тркуља
- Тробок
- Тробоњача
- Тубак
- Тутек
- Тулаћ
- Тумара
- Тунгуз
- Тупеша
- Тупоња
- Турудија
- Турукало
- Турунташ
- Туршијан
- Тутуш
- Тушевљак
- Тушуп

|  |  |  |  |  |  |  |  |  |  |  |  |  |  |  |  |  |  |  |  |  |  |  |  |  |  |  |  |  |  |

## Ћ
- Ћаласан
- Ћато
- Ћебеџија
- Ћевриз
- Ћелап
- Ћелпер
- Ћеран
- Ћеркета
- Ћећез
- Ћеха
- Ћика
- Ћинкул
- Ћоћкало
- Ћузулан
- Ћук
- Ћукило
- Ћуктераш
- Ћулаја
- Ћулибрк[1]
- Ћулум
- Ћуп
- Ћупина
- Ћупурдија
- Ћургуз
- Ћурувија
- Ћутило
- Ћућун

|  |  |  |  |  |  |  |  |  |  |  |  |  |  |  |  |  |  |  |  |  |  |  |  |  |  |  |  |  |  |

## У
- Убипарип[1]
- Угарак
- Угарчина
- Угљеш
- Угрен
- Украден
- Укропина
- Улемек
- Урош
- Урта
- Урукало
- Ускок
- Уторник
- Утржен
- Учур
- Ушљебрка
- Ушћебрка

|  |  |  |  |  |  |  |  |  |  |  |  |  |  |  |  |  |  |  |  |  |  |  |  |  |  |  |  |  |  |

## Ф
- Фереш
- Фибишан
- Фићур
- Фоњга
- Форцан
- Франета
- Фратуцан
- Фргања
- Фундук
- Фундуп
- Фуртула
- Фуштар

|  |  |  |  |  |  |  |  |  |  |  |  |  |  |  |  |  |  |  |  |  |  |  |  |  |  |  |  |  |  |

## Х
- Хајдер
- Хајдук
- Хелета
- Херак
- Хербез
- Хиркс
- Хорват
- Хрвач
- Хргар
- Хркман
- Хрњаз
- Хрњак
- Хрњез
- Хршум

|  |  |  |  |  |  |  |  |  |  |  |  |  |  |  |  |  |  |  |  |  |  |  |  |  |  |  |  |  |  |

## Ц
- Цабо
- Цапардача
- Цар
- Царан
- Цвијан
- Цвјетан
- Цвркаљ
- Цвркота
- Цебара
- Церовина
- Цетина
- Цикота
- Цикуша
- Циликан
- Цимеша
- Цимирот
- Цинцар
- Цицвара
- Цицмил
- Цицо
- Црвак
- Цревар
- Црепуља
- Црквењаш
- Црнадак
- Црнобрња
- Црнокрак
- Црнотрб
- Црњак
- Цукућан
- Цумбо
- Цупара
- Цупаћ
- Цуца

|  |  |  |  |  |  |  |  |  |  |  |  |  |  |  |  |  |  |  |  |  |  |  |  |  |  |  |  |  |  |

## Ч
- Чабак
- Чабаркапа
- Чабраја
- Чабрило
- Чаваљуга
- Чавка
- Чавор
- Чађо
- Чакало
- Чакаљ
- Чакмак
- Чакован
- Чакширан
- Чалија
- Чампар
- Чампара
- Чампраг
- Чанак
- Чанчар
- Чапљак
- Чаравеша
- Чвор
- Чворак
- Чворо
- Чегар
- Чеко
- Челар
- Челик
- Чепркало
- Чепрња
- Черек
- Четник
- Чечар
- Чечур
- Чигоја
- Чикара
- Чикириз
- Чиклован
- Чимбур
- Чича
- Чичак
- Чова
- Човило
- Чоко
- Чокован
- Чокорило
- Чолан
- Чопрка
- Чорлија
- Чорокало
- Чортан
- Чотра
- Чочак
- Чпајак
- Чубра
- Чубрак
- Чубрило
- Чугаљ
- Чуде
- Чуквас
- Чутурило
- Чуча
- Чучак

|  |  |  |  |  |  |  |  |  |  |  |  |  |  |  |  |  |  |  |  |  |  |  |  |  |  |  |  |  |  |

## Џ
- Џакула
- Џалета
- Џебо
- Џевер
- Џелајлија
- Џепина
- Џида
- Џогаз
- Џодан
- Џомба
- Џомбета
- Џонлага
- Џонлез
- Џоџо
- Џувер

|  |  |  |  |  |  |  |  |  |  |  |  |  |  |  |  |  |  |  |  |  |  |  |  |  |  |  |  |  |  |

## Ш
- Шавија
- Шаврљуга
- Шакан
- Шакота
- Шалабалија
- Шалипур
- Шапер
- Шапоња
- Шараба
- Шаран
- Шаре
- Шарић
- Шатара
- Шаула
- Шашо
- Шашорога
- Швагоња
- Швељо
- Швоња
- Шврака
- Шпаравало
- Шеат
- Шебез
- Шебек
- Шебул
- Шева
- Шеварика
- Шево
- Шеган
- Шего
- Шегрт
- Шегуљ
- Шекара
- Шекез
- Шеклер
- Шеледа
- Шепа
- Шепељ
- Шепур
- Шербан
- Шербеџија
- Шербо
- Шербула
- Шесто
- Шеша
- Шешељ
- Шешлак
- Шешлија
- Шешум
- Шибалија
- Шибул
- Шигуд
- Шијак
- Шијан
- Шикања
- Шикман
- Шикопарија
- Шикуљак
- Шиљак
- Шиљкут
- Шимпрага
- Шимулија
- Шимун
- Шиндик
- Шиндрак
- Шиник
- Шипка
- Ширко
- Широња
- Шкалоња
- Шкаљак
- Шкапина
- Шкеро
- Шкиљо
- Шкипина
- Шкобаљ
- Шкобо
- Школник
- Школопија
- Шкопеља
- Шкоро
- Шкрба
- Шкрга
- Шкркар
- Шкриван
- Шљивар
- Шљубура
- Шмитран
- Шњегота
- Шобат
- Шобот
- Шобота
- Шовран
- Шогура
- Шоја
- Шола
- Шолаја
- Шолак
- Шољага
- Шорак
- Шормаз
- Шотра
- Шоћ
- Шошо
- Шпадијер
- Шпегар
- Шпика
- Шпињо
- Шпоња
- Штака
- Штета
- Штилет
- Штрбо
- Штрбоја
- Шубара
- Шувајло
- Шујдовић
- Шука
- Шукало
- Шукара
- Шуковез
- Шукунда
- Шукурма
- Шулаја
- Шуљага
- Шумар
- Шумоња
- Шуњка
- Шупељак
- Шупета
- Шупљеглав
- Шупут
- Шурбат
- Шурдоња
- Шурлан
- Шутоња
- Шућур
- Шуша
- Шушак
- Шушкало
- Шушљик
- Шушњар

|  |  |  |  |  |  |  |  |  |  |  |  |  |  |  |  |  |  |  |  |  |  |  |  |  |  |  |  |  |  |